# 5392 Parker
5392 Parker è un asteroide areosecante. Scoperto nel 1986, presenta un'orbita caratterizzata da un semiasse maggiore pari a 2,3497107 UA e da un'eccentricità di 0,3424947, inclinata di 22,06334° rispetto all'eclittica.
L'asteroide è dedicato all'astronomo amatoriale statunitense Don Parker.